# Офицерское собрание (Выборг)
Офицерское собрание — историческое здание в Выборге. Возведённое в начале XIX века в стиле русского классицизма в качестве жилья для обер-офицеров Выборгского гарнизона и перестроенное в 1870-х годах в дом офицерского собрания двухэтажное здание на углу Петровской площади включено в перечень памятников архитектуры.

## История
Двухэтажный обер-офицерский дом в стиле классицизма был построен к 1809 году на территории крепости Короно-Санкт-Анны в соответствии с утверждённым в 1804 году «Чертежом предполагаемого в Выборге казарменным строениям для штаб- и обер-офицеров». Со второй половины XVIII века в воинских частях вооружённых сил Российской империи постепенно создаются своеобразные клубные организации — офицерские собрания, под размещение которых отводятся отдельные здания. В этот период местом развлечений выборгского офицерства служил Комёдиенхаус. К 1874 году относится утверждение «По Выборгской крепости чертежа обер-комендантскому флигелю № 74 с показанием приспособления его для общей офицерской столовой и собрания военнослужащих». 
На первом этаже офицерского дома, перестроенного под нужды офицерского (военного) собрания, располагались гостиная, столовая, буфет, библиотека и комната для чтения. Второй этаж отводился под размещение большого зала для концертов и балов, к которому примыкали бильярдная, комната для игры и кухня.

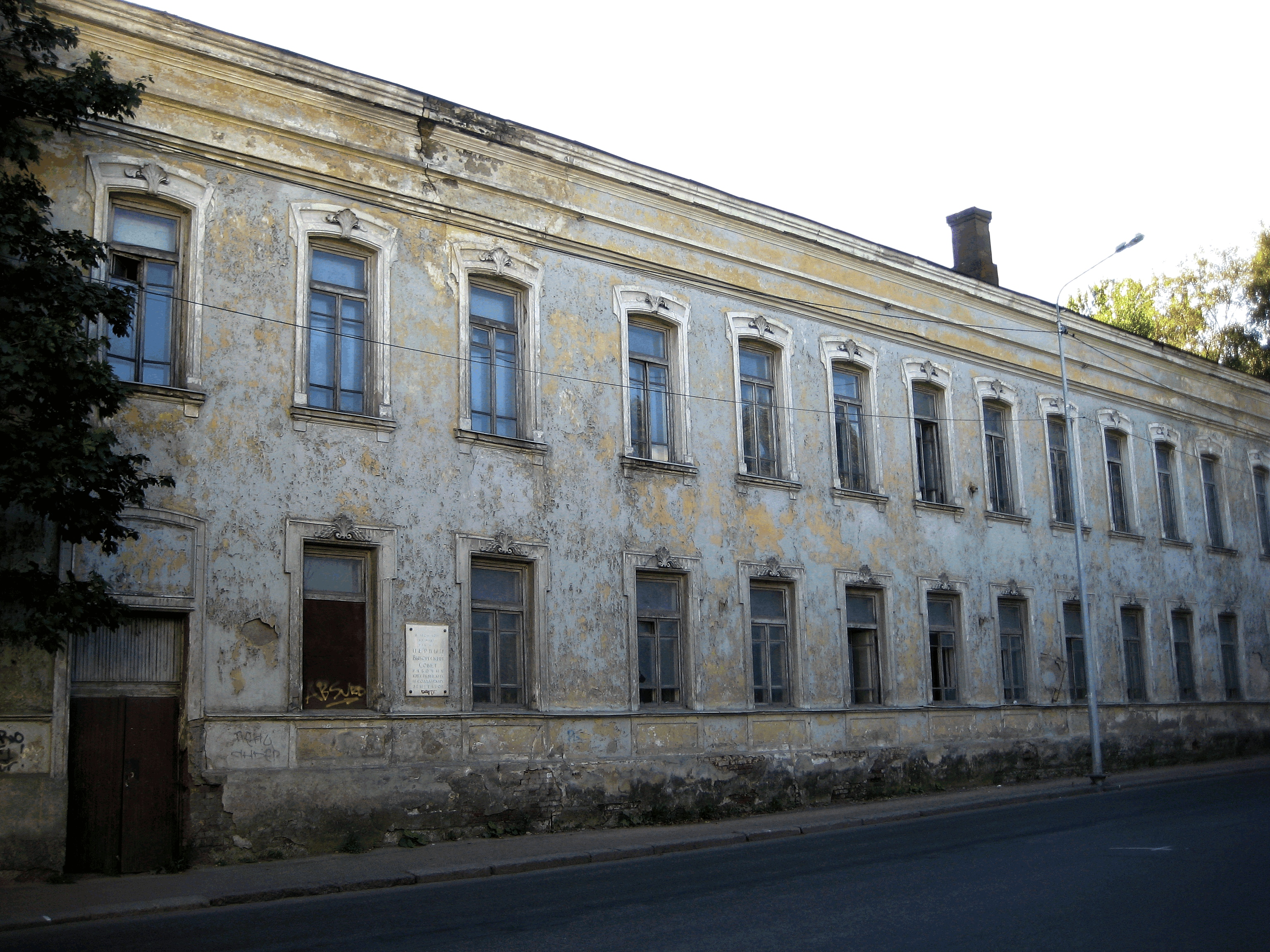
Фасад с мемориальной доской

В соответствии с утверждённым в 1902 году проектом расширения и перепланировки здания офицерского собрания появились «дамские уборные», комната для совещаний, специальная комната для музыкантов. Для концертных выступлений использовалась деревянная эстрада, примыкавшая к зданию в Петровском парке.
Выборгское офицерское собрание действовало на основании правил, разработанных правлением собрания и утверждённых начальником гарнизона. При нём работали различные комитеты, организовывавшие спортивные соревнования, балы, танцевальные вечера, а также мероприятия, связанные с финансовой помощью для лечения, похорон, улучшения жилищных условий и т. д.
В организационных вопросах офицеры пользовались независимостью от решений гражданских властей. Исследователь Пер Рикхеден приводит следующий характерный эпизод: когда в 1912 году в ходе работ по прокладке рельсов Выборгского трамвая у здания офицерского собрания была произведена выемка грунта (около 40 см глубиной), какому‑то командиру, вероятно, не понравилось, что дорога разрыта, и он приказал роте солдат, вооружённых лопатами, незамедлительно засыпать пятидесятиметровую траншею, а затем маршировать туда и обратно, чтобы как следует всё утрамбовать. Строителям не оставалось ничего иного, как на следующий день начать всё заново.
В результате Февральской революции деятельность офицерского собрания прекратилась, и со 2 марта 1917 года по 15 марта 1918 года в здании находился первый выборгский Совет рабочих и солдатских депутатов, направивший в Петроград в октябре 1917 года в ответ на телеграмму В. И. Ленина отряд солдат с артиллерийскими орудиями, принявший участие в одном из ключевых событий Октябрьской революции — штурме Зимнего дворца. Известность получили депутаты И. А. Акулов, Г. З. Заонегин, И. Н. Половов, А. С. Раков, М. Д. Свинцов.
После провозглашения независимости Финляндии дом перешёл в распоряжение вооружённых сил Финляндии, и до Советско-финских войн (1939-1944) в нём располагалось офицерское собрание финского гарнизона.
По окончании Великой Отечественной войны под дом офицеров Выборгского гарнизона было отведено здание в центре города, а бывшее здание офицерского собрания было приспособлено под жильё (первоначально военнослужащих Министерства обороны СССР, а с 1970-х годов — общежитие работников швейной фабрики Ленинградского производственного швейного объединения «Маяк»). На нём появилась одна из первых памятных досок послевоенного Выборга, посвящённая деятельности первого выборгского Совета. В 1959 году решением Леноблисполкома бывшее офицерское собрание было одним из первых включено в перечень памятников истории и искусства, подлежащих охране. После приватизации 1990-х годов швейная фабрика «Сайма» постепенно свернула работу (официально ликвидирована в 2015 году), а дом был расселён как нежилое административное здание, пришедшее в аварийное состояние.